# Ball de la Rosaura

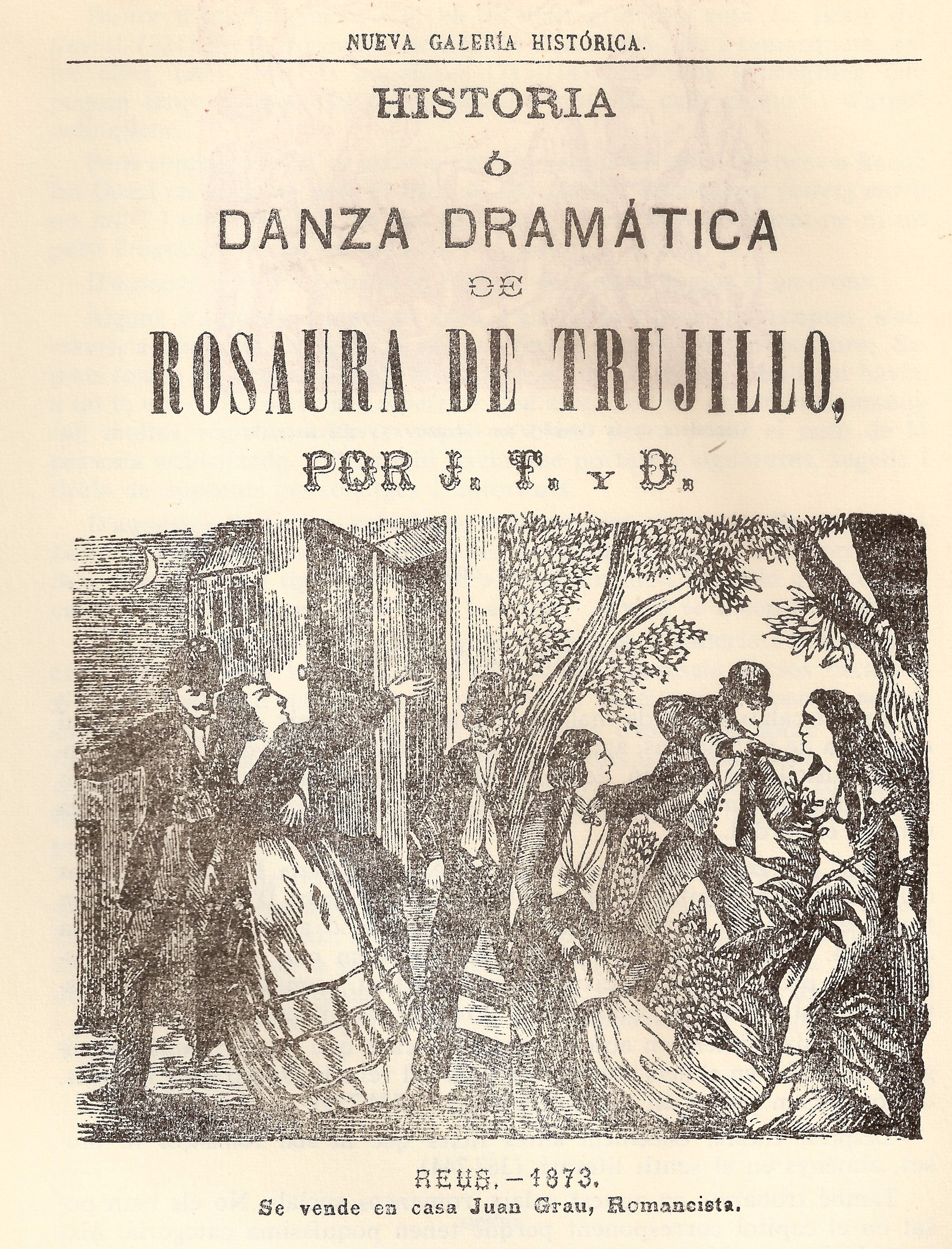
Portada de la dansa de Rosaura de Trujillo

El ball de la Rosaura va ser un ball parlat en llengua castellana molt popular en la seva època i es va representar a bona part de les poblacions del Camp, de la Conca de Barberà i del Penedès, se sap que, a part de Reus, es va representar a Alforja (1879), Capafonts, Falset (1877), Riudoms (1861), Mont-roig (1851), L'Espluga de Francolí, Vilafranca, Sitges, Vilanova i la Geltrú (1850), Masllorenç (1881), El Vendrell (1894), Calafell (1889) o Cambrils. Catalogat com a part dels balls parlats de la temàtica cavalleresca dramàtica, diversos d'aquests municipis van recuperar-lo durant les dècades de 2010 i del 2020.
L'argument del ball sembla que està inspirat en un fet històric ocorregut a Trujillo (Càceres). Sembla que un fadrí va seduir amb engany una donzella, la Rosaura, i que la va raptar amb l'ajuda d'un cosí. La van dur a un bosc i allà la van violar, la van lligar a un arbre completament nua i van fugir. Després la va trobar un caçador, la va conduir a casa seva i més tard la noia va entrar de monja en un convent. Aquesta història va ser molt popular a Reus i se'n va editar una versió feta per Francesc Torné i Domingo i representada cada any per la festa major, segons explica l'historiador reusenc Andreu de Bofarull.
Està documentat que formava part de les danses populars celebrades amb raó de la festivitat dels Sants Advocats i Protectors de Vilanova i la Geltrú formant part del programa oficial de l'any 1850.